# Sony Ericsson Z800i
Sony Ericsson Z800i är en 3G-mobiltelefon med en kamera om 1,3 megapixlar. Den har videosamtalfunktion, musikfunktion, spel, med mera.